# Campeonato Mundial de Halterofilismo de 2021 - Mais de 87 kg feminino
A categoria mais de 87 kg feminino foi um evento do Campeonato Mundial de Halterofilismo de 2021, disputado em Tasquente, no Uzbequistão, entre 16 e 17 de dezembro de 2021. 

## Calendário
Horário local (UTC+5)
| Dia            | Horário | Fase    |
| -------------- | ------- | ------- |
| 16 de dezembro | 10:30   | Grupo B |
| 17 de dezembro | 13:00   | Grupo A |

## Medalhistas
| Evento    | Ouro                      | Ouro   | Prata                     | Prata  | Bronze                    | Bronze |
| --------- | ------------------------- | ------ | ------------------------- | ------ | ------------------------- | ------ |
| Arranque  | Duangaksorn Chaidee (THA) | 124 kg | Son Young-hee (KOR)       | 123 kg | Emily Campbell (GBR)      | 121 kg |
| Arremesso | Son Young-hee (KOR)       | 159 kg | Emily Campbell (GBR)      | 157 kg | Duangaksorn Chaidee (THA) | 157 kg |
| Total     | Son Young-hee (KOR)       | 282 kg | Duangaksorn Chaidee (THA) | 281 kg | Emily Campbell (GBR)      | 278 kg |

## Recordes
Antes desta competição, o recorde mundial da prova era o seguinte:
| Recorde         | Tipo      | Atleta          | Peso   | Local     | Data                |
| Recorde Mundial | Arranque  | Li Wenwen (CHN) | 148 kg | Tasquente | 25 de abril de 2021 |
| Recorde Mundial | Arremesso | Li Wenwen (CHN) | 187 kg | Tasquente | 25 de abril de 2021 |
| Recorde Mundial | Total     | Li Wenwen (CHN) | 335 kg | Tasquente | 25 de abril de 2021 |

## Resultado
Os resultados foram os seguintes. 
| Pos.              | Atleta                    | Grupo | Arranque (kg) | Arranque (kg) | Arranque (kg) | Arranque (kg)     | Arremesso (kg) | Arremesso (kg) | Arremesso (kg) | Arremesso (kg)    | Total |
| Pos.              | Atleta                    | Grupo | 1             | 2             | 3             | Resultado         | 1              | 2              | 3              | Resultado         | Total |
| ----------------- | ------------------------- | ----- | ------------- | ------------- | ------------- | ----------------- | -------------- | -------------- | -------------- | ----------------- | ----- |
| Medalha de ouro   | Son Young-hee (KOR)       | A     | 116           | 120           | 123           | Medalha de prata  | 156            | 159            | 162            | Medalha de ouro   | 282   |
| Medalha de prata  | Duangaksorn Chaidee (THA) | A     | 119           | 122           | 124           | Medalha de ouro   | 153            | 156            | 157            | Medalha de bronze | 281   |
| Medalha de bronze | Emily Campbell (GBR)      | A     | 115           | 118           | 121           | Medalha de bronze | 155            | 157            | 162            | Medalha de prata  | 278   |
| 4                 | Aizada Muptilda (KAZ)     | A     | 115           | 118           | 120           | 4                 | 148            | 152            | 158            | 4                 | 272   |
| 5                 | Sarah Robles (USA)        | A     | 115           | 120           | 121           | 5                 | 146            | 151            | 151            | 5                 | 266   |
| 6                 | Nurul Akmal (INA)         | A     | 107           | 112           | 112           | 7                 | 145            | 151            | 151            | 6                 | 257   |
| 7                 | Lisseth Ayoví (ECU)       | A     | 110           | 116           | 116           | 8                 | 130            | 136            | 140            | 7                 | 250   |
| 8                 | Yaniuska Espinosa (VEN)   | B     | 100           | 105           | 105           | 9                 | 127            | 132            | 135            | 9                 | 240   |
| 9                 | Wang Ling-chen (TPE)      | A     | 100           | 100           | 107           | 11                | 125            | 130            | 136            | 8                 | 236   |
| 10                | Purnima Pandey (IND)      | B     | 95            | 99            | 102           | 10                | 120            | 124            | 127            | 10                | 229   |
| 11                | Fatemeh Yousefi (IRI)     | B     | 85            | 89            | 93            | 12                | 115            | 121            | 126            | 11                | 219   |
| 12                | Scarleth Ucelo (GUA)      | B     | 82            | 88            | 88            | 13                | 120            | 120            | 125            | 12                | 202   |
| 13                | J. B. Haputhanna (SRI)    | B     | 75            | 81            | 81            | 14                | 100            | 104            | 106            | 13                | 187   |
| —                 | Halima Abdelazim (EGY)    | A     | 115           | 115           | 115           | 6                 | 145            | 145            | 146            | —                 | —     |